# Unidades de Policía Pacificadora

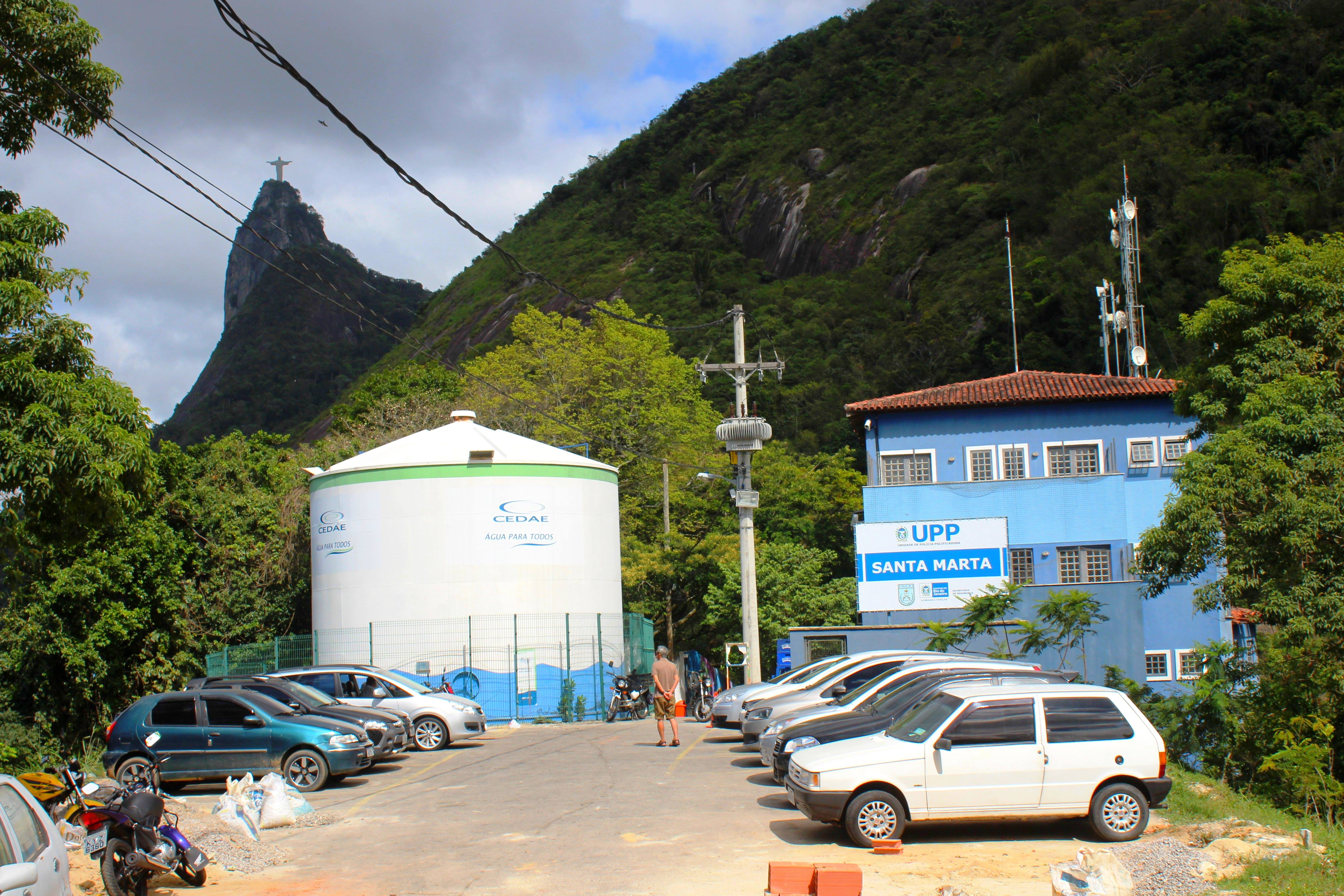
La UPP de la favela Santa Marta.

Las Unidades de Policía Pacificadora (conocidas mayormente por sus siglas UPP) son un proyecto de policía comunitaria destinado a retomar el control sobre favelas dominadas por el narcotráfico en Río de Janeiro, Brasil. Comenzaron a funcionar en 2008 por iniciativa del entonces secretario de Seguridad de Río de Janeiro, José Mariano Beltrame, y hasta 2016 se instalaron 38 UPP en distintas comunidades de la ciudad, donde se desempeñaban aproximadamente 9.500 policías.
La favela Santa Marta, del barrio Botafogo, en la Zona Sur de Río de Janeiro, fue la primera en recibir una UPP en diciembre de 2008, con una estación ubicada en lo más alto del morro donde realizaban tareas 123 policías.
Presentado como parte del programa 'Policía de Comunidad/Proximidad' para la 'pacificación' de las favelas de Río de Janeiro, el gobierno estatal de Rio de Janeiro buscó con el proyecto de las UPP modificar el enfoque de la guerra a las drogas dejando de lado el control policial fuertemente militarizado.
Las llamadas 'favelas pacificadas' primero pasaron por un proceso de intervención de la Policía Militar y el Ejército anunciado días antes de su llegada, para luego instalar una UPP con personal policial propio de mayor número que en el resto de los delegaciones policiales de Río de Janeiro (en 2010 había 18,2 policías por cada mil habitantes en las favelas pacificadas, mientras que en el resto de la ciudad había 2,3 policías cada mil habitantes).

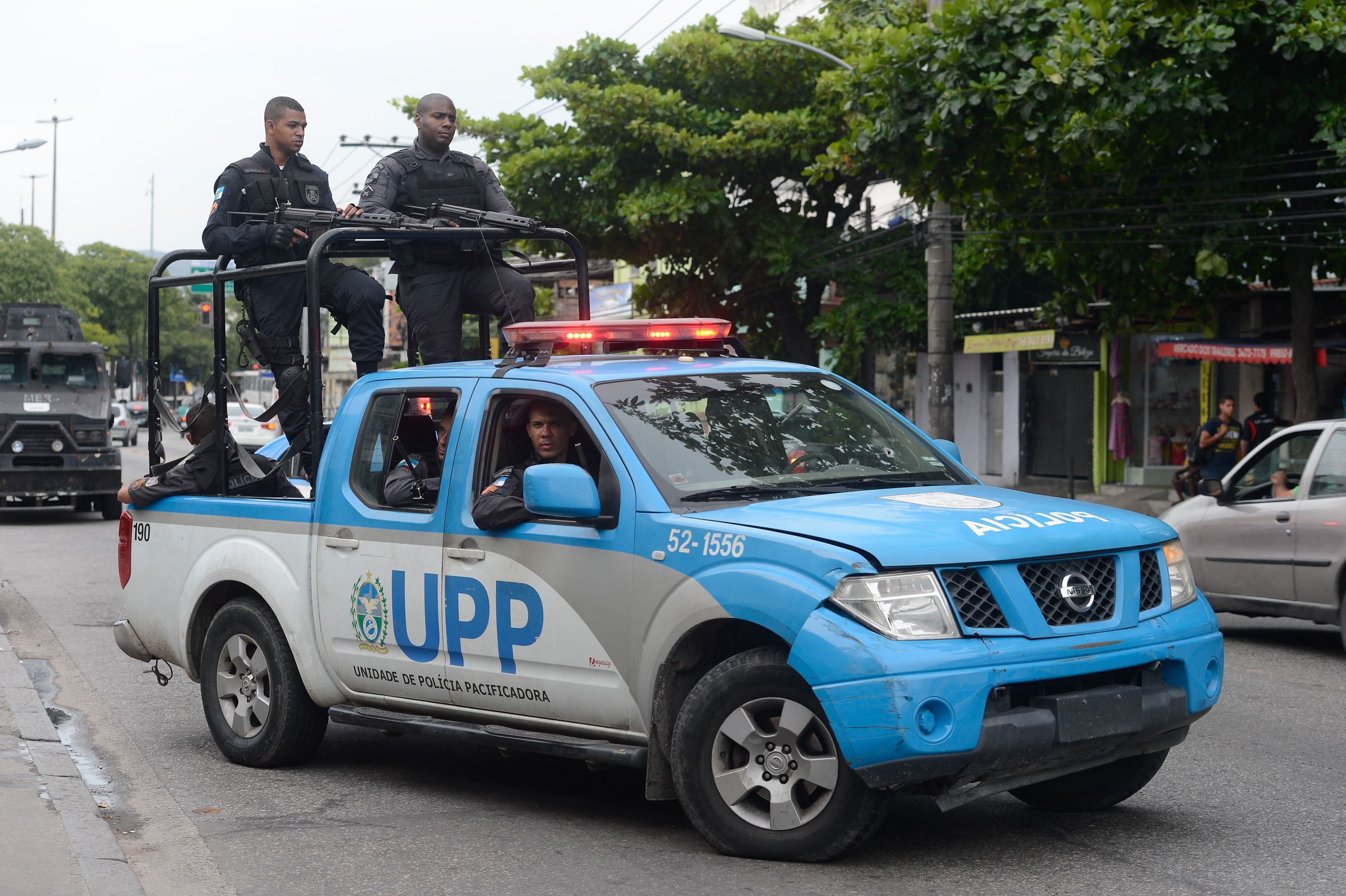
Patrullaje de la UPP en Cidade de Deus.

Los policías de la UPP se dedican a tareas de vigilancia, detenciones y registros (en los ingresos a la favela, en sus calles o en las checkpoints de las UPP) en busca de armas y drogas, que pueden incluir la verificación de documentos y requisas corporales. También realizan patrullajes armados con fusiles FN FAL.
Hasta 2014 se habían instalado 38 UPP (con 9.453 policías), que controlaban el 7 por ciento de la extensión territorial de las favelas de Río de Janeiro, mientras que en 2018 quedaban 31 UPP con 7.193 policías y ese año se cerró con 19 UPP en funcionamiento. Un informe de 2016 destacó que la mayoría de las 'favelas pacificadas' se encontraban en zonas de la ciudad afectadas a la Copa Mundial de Fútbol de 2014, los Juegos Olímpicos de 2016 y otros eventos de envergadura.
Durante los primeros años del programa se registró un descenso de la tasa de muertes violentas de las 'favelas pacificadas'. En 2007, antes de iniciarse el programa, las áreas donde se instalarían las UPP tenían 54 muertes por cada 100.000 habitantes, mientras que la media en Río de Janeiro era de 49,7; con el proyecto de las UPP en marcha, las muertes violentas en áreas de UPP fueron de 42 cada 100.000 habitantes, tasa que en la ciudad había pasado a ser de 45,6. Esa relación se mantuvo durante años posteriores.
En 2012, el Departamento de Estado de los Estados Unidos entregó el Premio Internacional Mujeres de Coraje (International Women of Courage Award) a Pricilla Azevedo, la mujer que comandó la primera UPP en Santa Marta, que en 2021 se convirtió en coordinadora de las UPP del estado de Río de Janeiro.

## Críticas al proyecto
Si bien en el inicio del proyecto de las UPP se registró una importante disminución de homicidios y del accionar de grupos narcotraficantes (un informe del Laboratório de Análise Da Violência indicó que anualmente se registraron 60 muertes menos por cada 100.000 habitantes en las 'favelas pacificadas'), desde 2013 se registró una escalada de violencia con numerosos casos de enfrentamientos armados y denuncias de abusos policiales que incluyen golpizas, violaciones, torturas e ingresos sin autorización a domicilios privados..
En 2009 se denunció una ejecución sumaria de la Policía Pacificadora en la favela Cantagalo. En 2013 se acusó a la policía de la UPP de Rocinha por la tortura y desaparición de Amarildo de Souza, padre de siete hijos, caso por el que 12 policías fueron condenados en 2016. Profesores de la escuela Teophilo de Souza Pinto, en el barrio Complejo de Alemão, denunciaron que policías de la UPP hicieron una vigilancia activa en el patio del colegio desde 2013 y durante dos años. La organización vecinal Juntos por el Complejo de Alemão contabilizó en el barrio 26 asesinatos durante 2014, donde el año siguiente un niño de 10 años fue asesinado por un policía de la UPP. Solamente en los primeros cinco años del programa fueron asesinados 12 policías de UPP. En 2015 mataron en la UPP de Fazendinha (también de Complejo de Alemão) al policía Caio Cardoso de Melo, quien también trabajaba como actor de voz y había hecho el doblaje del personaje de Harry Potter en la versión para Brasil.
Diversos informes señalaron la falta de confianza y cooperación de los pobladores con los policías de la UPP, ya sea porque forman parte de grupos de narcotraficantes o porque los residentes que no están relacionados con la venta de droga no quieren tener vínculos con los policías por su cercanía territorial con narcotraficantes. Sin embargo, informes de la Organización de los Estados Americanos (OEA) indicó en 2018 que "existe un mayor clima de confianza" entre los pobladores y la Policía, incluso para manifestar críticas "libremente".
Desde 2014 no se instalaron nuevas UPP y se clausuró el proyecto de la UPP social, que proponía promover el desarrollo urbano, social y económico de las 'favelas pacificadas'.
Hay análisis que señalan que las UPP se convirtieron en fuerzas de ocupación territorial, que no consiguieron legitimidad en las 'favelas pacificadas' y que en lugar de combatir el crimen el proyecto buscó aumentar el sentimiento de seguridad de los barrios de clase media alta en zonas aledañas a las favelas.
El creador de las UPP, José Mariano Beltrame, admitió que desde 2016 el proyecto presentó "algunos problemas" debido a la "crisis política y financiera sin precedentes" de Río de Janeiro.